# جوزيف أدجي
جوزيف أدجي (بالإنجليزية: Joseph Adjei)‏ (20 أغسطس 1995 بغانا - ) هو لاعب كرة قدم غاني في مركز الدفاع لعب سابقاً في نادي الدرعية السعودي.

## روابط خارجية
- جوزيف أدجي على موقع قاعدة بيانات كرة القدم.إي يو (الإنجليزية)
- جوزيف أدجي على موقع Soccerway.com (الإنجليزية)